# Tragedia en Granada de 2012
La Tragedia de Granada de 2012 ocurrió el 16 de diciembre de 2012 en el Municipio de Granada, Cundinamarca, Colombia; cuando un bus de pasajeros afiliada a la empresa Transporte de Turismo Internacional perdió el control en el kilómetro 91 de la vía de Bogotá a Girardot, en el corregimiento de Subia, en la jurisdicción de Granada. El accidente causó la muerte de 27 personas y 16 heridos. Esta es considerada como una de las peores tragedias en las vías de Colombia.

## Antecedentes
Empleados de la empresa Gano Excel, empresa de salud y medicamentos naturales, salieron de Cali el 15 de diciembre del 2012, para dar una conferencia laboral y empresarial en el hotel Tequendama en Bogotádurante un fin de semana. Estos empleados salieron el domingo 16 de diciembre del año mencionado para regresar a la ciudad de Cali, ciudad sede de la empresa Gano Excel.

## El accidente
A las 23:45 (hora local) del 16 de diciembre de 2012, un bus de la empresa Transporte de Turismo Internacional salió del Terminal de Transporte de Bogotá con destino a Cali, por la vía de Bogotá a Girardot. En el kilómetro 94 de la vía, se accidentó y, según una versión de un herido, el conductor era consciente que el bus tenía fallas en los frenos y, a pesar de las quejas de los pasajeros y empleados, no fue posible sustituir al bus por otro por medio de un trasbordo.Finalmente colisionó en el sector de San Raimundo, en la curva del Recreo. 

## Investigaciones
A los días después del accidente el Ministerio de Transporte y la Superintendencia de Puertos y Transporte informó, que el bus implicado tenía antecedentes de negación de revisiones técnico-mecánicas en constantes y anteriores ocasiones, y la empresa del bus no notificó los avisos previos del accidente. Otra de la causa principal del accidente fue por una falla mecánica de los frenos, haciendo que el bus se deslizara en la vía, para terminar volcado a un lado de la vía más transitada del país.